# Долганы (Пермский край)
Долганы — деревня в Большесосновском районе Пермского края. Входит в состав Левинского сельского поселения.

## Географическое положение
Расположена на левом берегу реки Сива, напротив места впадения в неё реки Буть, примерно в 6,5 км к юго-востоку от административного центра поселения, села Левино.

## Население
| 2010 |
| ---- |
| 7    |

## Топографические карты
- Лист карты O-40-86 Черновское. Масштаб: 1 : 100 000. Состояние местности на 1983 год. Издание 1984 г.